# Erythrolamprus poecilogyrus
Erythrolamprus poecilogyrus är en ormart som beskrevs av Wied-Neuwied 1825. Erythrolamprus poecilogyrus ingår i släktet Erythrolamprus och familjen snokar.
Denna orm förekommer i Sydamerika från centrala Brasilien till östra Bolivia, Paraguay, Uruguay och norra Argentina. Avskilda populationer lever i norra Brasilien, regionen Guyana och Venezuela. Arten lever i låglandet och i bergstrakter upp till 1800 meter över havet. Habitatet varierar mellan regnskogar, Atlantskogen och torra savanner. Dessutom besöks betesmarker och områden nära människans samhällen. Individerna vistas nära vattenansamlingar och de har groddjur samt fiskar som föda. Honor lägger ägg.
För beståndet är inga hot kända. Hela populationen antas vara stor. IUCN listar arten som livskraftig (LC).

## Underarter
Arten delas in i följande underarter:
- E. p. amazonicus
- E. p. caesius
- E. p. franciscanus
- E. p. montanus
- E. p. pictostriatus
- E. p. pinetincola
- E. p. poecilogyrus
- E. p. reticulatus
- E. p. schotti
- E. p. subfasciatus
- E. p. sublineatus
- E. p. xerophilus